# Cheikh Saïd (Yémen)
Pour les articles homonymes, voir Cheikh Saïd.
Cheikh Saïd (aussi Cheik-Saïd, Šaykh Sa'īd ; en arabe : جبل الشيخ سعيد) est une péninsule désertique située dans le sud-ouest du Yémen, face à l'île de Périm, dans le détroit de Bab-el-Mandeb.
Une compagnie marseillaise, qui avait acheté la contrée d'un cheikh local en 1868, tente d'y implanter un établissement commercial en 1870, mais confrontée à l'hostilité des autorités turques du Yémen, elle se retire définitivement des lieux à la fin de 1871, tout en affirmant maintenir ses droits. 
En France, Cheikh Saïd fut par la suite présenté dans des atlas et des manuels d’histoire et de géographie, de même que dans des dictionnaires, comme étant ou ayant été une colonie française. En réalité, la France n’a jamais annexé ou occupé, ni même revendiqué ce territoire, qui n’a jamais été possession française. En 1935, dans une note adressée à l'état-major qui s'interrogeait sur les droits qu'aurait la France sur ce territoire, le ministère des Affaires étrangères précisait que « Cheikh Saïd n’a jamais été colonie française. Il s’agissait seulement de la vente d’un terrain par le propriétaire à une société française. Il y a cinquante ans, on aurait trouvé là une base suffisante pour faire de Cheikh Saïd une colonie. Ce n’est pas possible aujourd’hui. La France ne peut songer à exciper d’un droit privé ancien et non suivi pour dominer l’île anglaise de Périm et avoir le contrôle de Bab-el-Mandeb ».

## Toponymie
Cheikh Saïd tire son nom d'un cheikh vénéré dont le modeste tombeau était situé sur un des caps à l'extrémité de la péninsule. Dans la foulée de la tentative d’implantation à proximité de ce cap d’un établissement commercial par des Marseillais en 1870, on a fini par donner ce nom à toute la péninsule, qui auparavant était généralement connue sous le nom de péninsule de Bab el-Mandeb. Aujourd’hui, la République du Yémen et les cartes modernes privilégient Ras Menheli pour désigner cette péninsule mais les deux autres désignations sont toujours utilisées.

## Particularité géographique

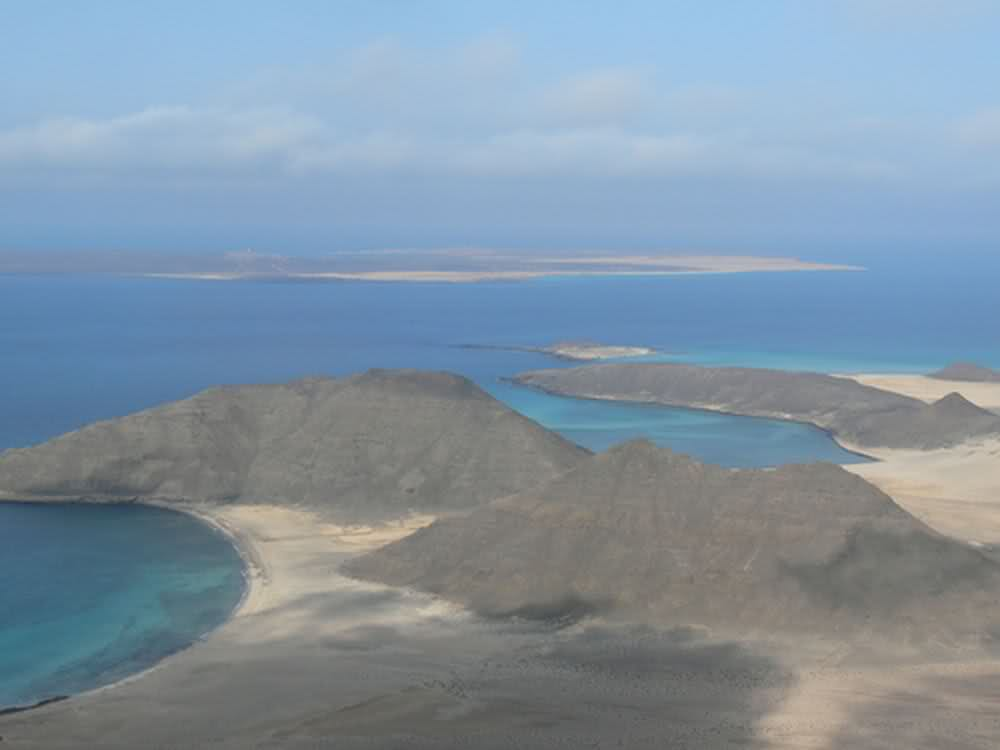
L'île de Périm vue des hauteurs de Cheikh Saïd

L’extrémité de la péninsule renferme une demi-douzaine de pics isolés d’origine volcanique dont le plus haut, Jebel Menheli, s’élève à 264 mètres d'altitude. Ces pics surgissent d’une plaine basse et stérile couverte de sables et de dépôts madréporiques parfois solidifiés et cimentés. En retrait du littoral se trouvent deux massifs montagneux qu'un voyageur du XIXe siècle décrit comme « des cimes escarpées, terminées en pointes aiguës, déchirées ou dentelées et même en aiguilles très élancées qui sont quelquefois séparées par de profondes vallées, parsemées de roches brisées de toutes dimensions ». Ces configurations donnent à la région un aspect de paysage lunaire. La péninsule projette plusieurs caps ou éperons rocheux à des distances variables dans la mer, et qui forment ainsi une série de petites baies peu profondes.

## Histoire

### Antiquité
D’après les diverses descriptions qui en ont été faites, le port antique qui apparaît sous le nom d’Okêlis (Océlis) dans Le Périple de la mer Érythrée et d’autres sources classiques se situait à la hauteur du détroit de Bab el-Mandeb, très probablement à l’emplacement de l’actuel village de Shaykh Sa’îd près de la lagune de Khor Ghorera. Le site côtier mentionné dans les inscriptions sudarabiques sous le nom de Maddabân correspondrait à cette même localité. Il semble qu’il s’agissait d’un mouillage et d'un lieu d’avitaillement plutôt que d’un lieu de commerce, dont le monopole dans la région était détenu par le port voisin de Musa, l’actuel Mocha. Lors de la visite qu’il fit sur les lieux en 1835, le géomètre-topographe et explorateur J. R. Wellsted n’y vit aucune trace d’occupation antique.

### Période moderne

#### Tentative d’implantation commerciale française
Entre 1840 et 1860, quelques essais d’implantations sur la côte africaine de la mer Rouge au sud de Massaoua — baie d’Amphilea, Edd, Zula — sont tentées par des maisons commerciales françaises. Ces diverses acquisitions, d’une valeur juridique douteuse, sont sans suite. Il en va de même du traité de cession de la baie d’Adulis, avec l'île Dessi, conclu en 1860 avec un ras tigréen par le commandant Russel lors d’une mission semi-officielle, mais que le gouvernement français décide finalement de ne pas ratifier.
Les projets d’implantation ont toujours porté sur la côte africaine de la mer Rouge mais en mars 1868, le cheikh Abdallah bin Mursin, d’une des tribus situées sur le territoire entre Aden et le cap de Bab el-Mandeb, fait remettre une lettre à l’agent consulaire français à Aden pour lui proposer, en échange de la protection de la France, Khor Amran ou un autre port situé sur son territoire pour qu’elle y fonde des établissements semblables à ceux des Anglais à Aden. Le commandant de Challié de la Minerve, chargé d’aller reconnaître ces ports, souligne dans son rapport que leurs abords sont dangereux et impraticables aux navires même de moyen tonnage, sans compter que l’établissement d’un protectorat aux confins de la zone d’influence des Anglais d’Aden serait la source de mille difficultés, sans offrir un seul avantage. On ne donne donc pas suite à l’offre,.

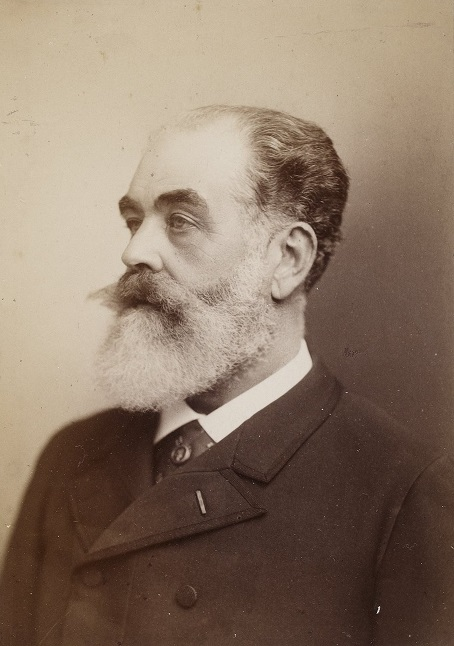
Alfred Rabaud en 1883

Quelques mois plus tard, c’est au tour du cheikh Ali Tabatt Dourein de la tribu des Akémis, qui se dit indépendante de toute suzeraineté ottomane, d’approcher un certain Bonaventure Mas, agent de la maison marseillaise Vidal Frères à Zanzibar, qui séjournait alors à Aden, pour lui proposer de lui vendre le territoire autour du cap Bab-el-Mandeb pour y construire un port de commerce. Le canal de Suez va bientôt ouvrir à la navigation et la proposition intéresse vivement Mas. Sans grands moyens financiers, il s’associe à Théodore Poilay, ancien employé de la Compagnie du canal de Suez, qui est alors l’agent à Aden de Rabaud Frères, autre maison de commerce marseillaise. Le 1er octobre 1868, Poilay et Mas achètent du cheikh « un territoire depuis la pointe de Bab-el-Mandeb jusqu’à six heures de marche dans toutes les directions à partir du lieu-dit Cheik Saïd » pour 80 000 thalers (environ 425 000 francs) payables dans les six mois sous peine de résiliation du contrat. L’acte de vente, passé en présence des sept principaux cheikhs des tribus voisines, est ensuite enregistré à Aden auprès de l’agent consulaire français, le baron de Créty. Ayant payé une compensation financière à Mas pour obtenir son désistement de l’affaire, Poilay rentre alors en France où, de concert avec Frédéric van den Broek, mandataire de la maison Rabaud à Paris où il jouissait d’appuis dans l’entourage de Napoléon III, il propose l’affaire à Alfred Rabaud et à son frère Édouard, qui décident alors de s’associer avec les frères Max et Auguste Bazin, armateurs de Marseille, pour se lancer dans l’aventure.

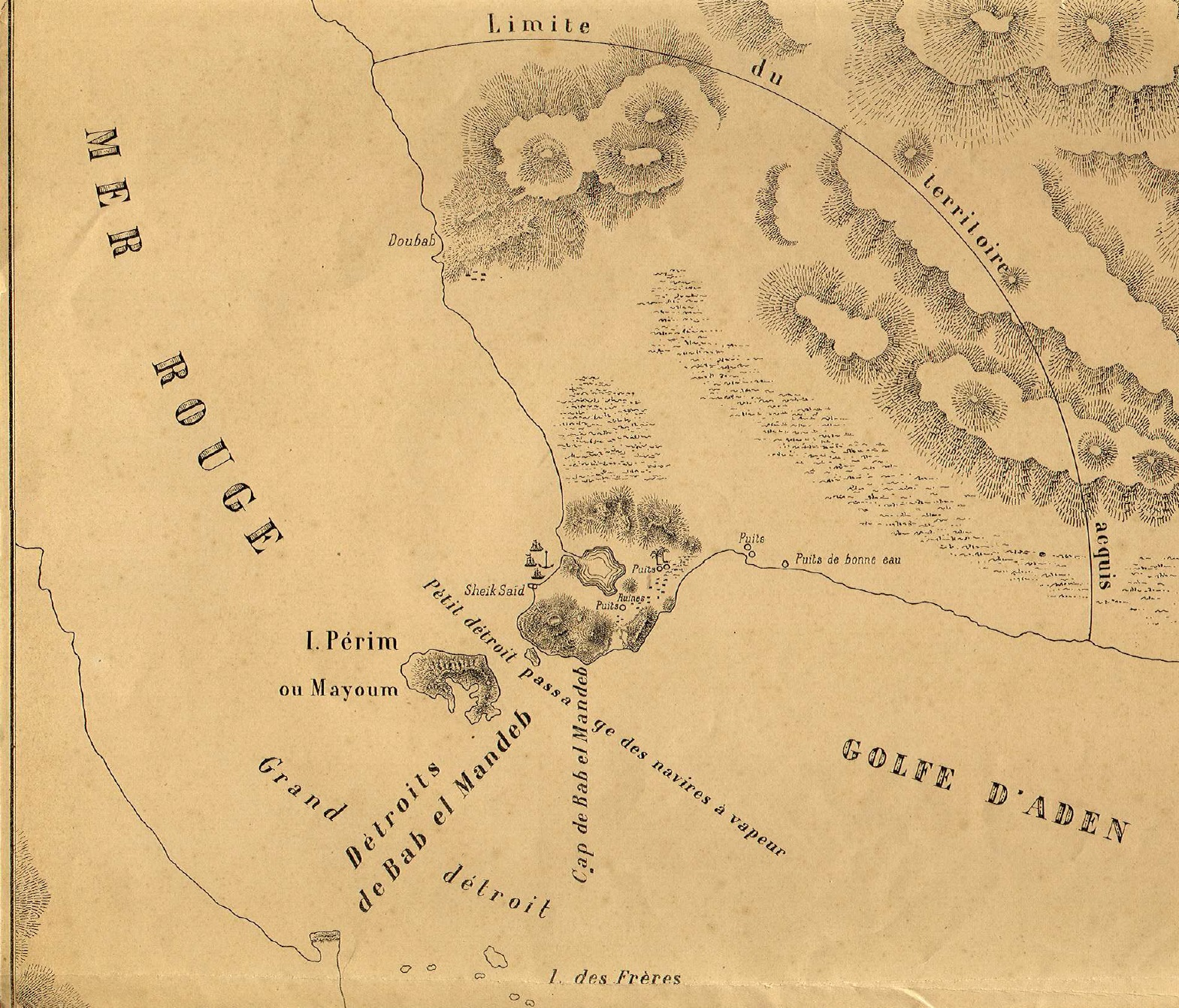
Carte du Territoire du Bab-el-Mandeb

Le 6 novembre 1868, les frères Bazin et Rabaud et Frédéric van den Broek forment la Société d’étude du territoire du Bab-el-Mandeb, au capital de 100 000 francs, chargée d’exploiter la concession acquise le 1er octobre. Sur une carte accompagnant le prospectus de la nouvelle société, les « six heures de marche dans toutes les directions à partir du lieu-dit Cheik Saïd » du contrat de vente se sont métamorphosées en un territoire délimité par un arc de cercle de 42 km de rayon couvrant 165 000 hectares. En plus d’une factorerie, le projet prévoit la construction d’une digue, rendue nécessaire par le fait que la rade de Cheikh Saïd était intenable durant les quatre mois de la mousson d'hiver, et éventuellement d'un port dans la lagune intérieure de la péninsule.

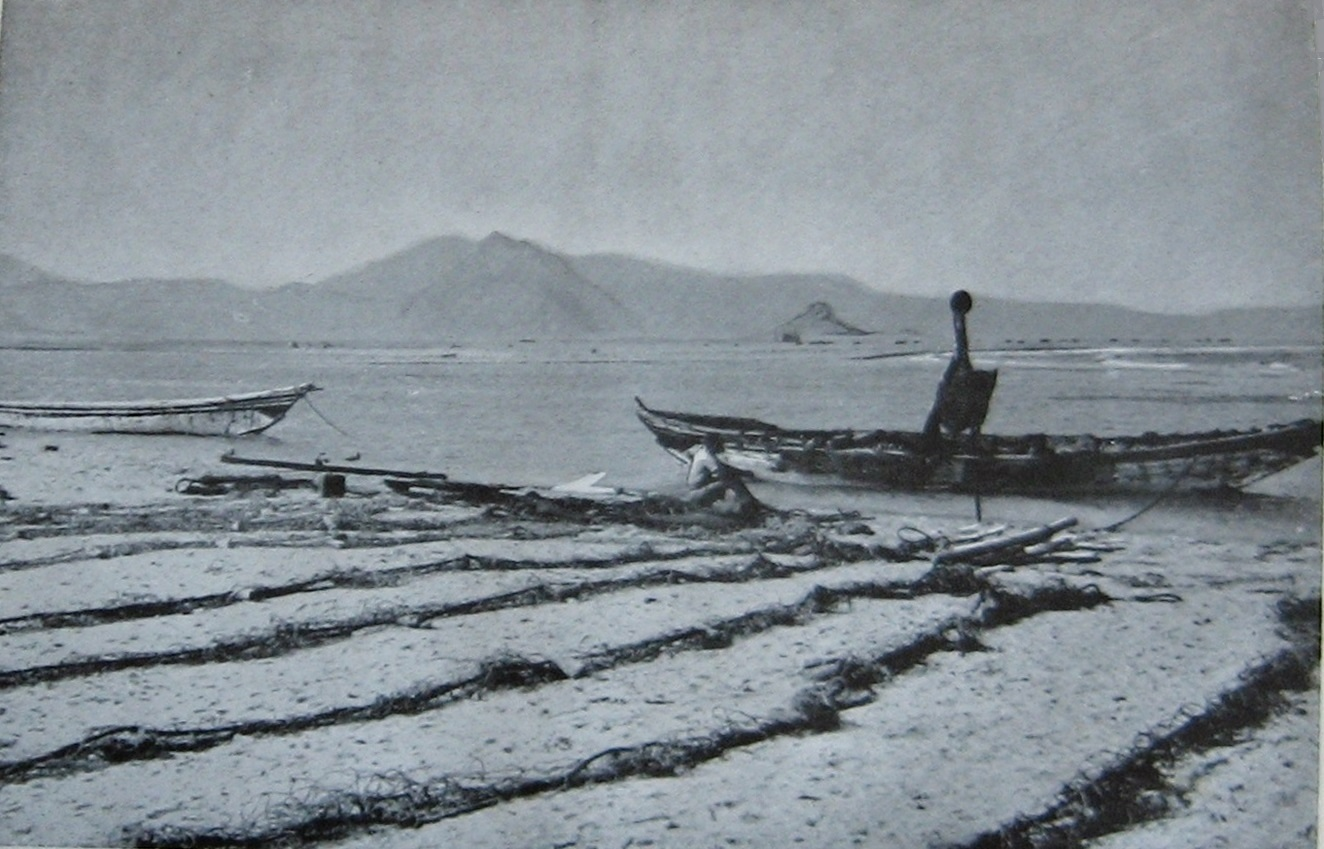
Lagune de Cheikh Saïd

Les promoteurs parlent d’un futur port commercial de premier ordre, d’un nouveau Marseille qui remplacerait rapidement Aden comme principal port et lieu de ravitaillement de la région. L’eau y serait bonne et abondante et on pourrait facilement s’y procurer du bois et des vivres à bon compte ; une colonie agricole pourrait y prospérer. On y trouverait du charbon par affleurement utilisable par les vapeurs,. En réalité, Cheikh Saïd est une péninsule au relief volcanique, aride et impropre à l’agriculture. Henry de Monfreid, qui s’y arrête en janvier 1914, en donne une description peu encourageante : « Il n’y a pas d’eau, sauf une eau saumâtre et magnésienne à plus  de 4 kilomètres de la côte. Aucun bétail sur place, ni herbe, ni bois. » La population se réduit à environ 250 pêcheurs qui vivent dans des paillotes réparties sur les rives de la lagune intérieure, très poissonneuse.
Les 100 000 francs mis dans la société sont très insuffisants compte tenu des 425 000 francs qui doivent être payés au cheikh Ali Tabatt dans les six mois, et des coûteux travaux d’aménagement prévus au projet. L’intention des promoteurs était vraisemblablement de faire un coup d’argent rapide car à peine la Société d’étude mise sur pied, Poilay et van den Broek tentent d’intéresser La Valette, le ministre français des Affaires Étrangères, à l’achat de la concession pour 1 200 000 francs, à charge pour la France d’entreprendre elle-même les travaux d’aménagement,. Le ministre ne se presse pas de répondre à l’offre en raison, entre autres, de doutes sur la légalité de la transaction. En effet, informé de la vente, et aiguillonné par les Britanniques, opposés à l’implantation d’un établissement français si près d’Aden, le gouvernement ottoman remet en mars 1869 à l’ambassadeur de France Nicolas Prosper Bourée une lettre officielle affirmant que Cheikh Saïd, de même que la tribu des Akémis, relève de la souveraineté ottomane et que Cheikh Saïd ne pouvait être indûment aliéné. Le gouvernement français, qui considérait comme son devoir de défendre les intérêts de ses ressortissants à l’étranger, fait savoir aux Turcs et aux Britanniques qu’il ne peut accepter comme définitivement acquise la légitimité du droit de souveraineté ottomane sur Cheikh Saïd car tout semblait indiquer que ce territoire appartenait à une tribu indépendante, qui pouvait donc en disposer comme elle l’entendait. En revanche, le rapport d'une enquête menée en mai 1870 par le capitaine de vaisseau Mouchez à la demande du ministre de la Marine précise que si une compagnie commerciale sérieuse et bien dotée en capitaux avait de grandes chances de prospérer à Cheikh Saïd, « au point de vue militaire et politique, la position serait détestable si le gouvernement français voulait en faire l’acquisition ». Mouchez souligne, entre autres inconvénients, que le principal abri de la baie étant l’île anglaise de Périm, « nous aurions des établissements complètement ouverts, sans défenses possibles, et entièrement dominés par les batteries de Périm ». Il conclut : « À quelque point de vue qu’on se place, le gouvernement français n’a pas le plus léger intérêt dans cette question. Il aurait de très fortes dépenses à faire pour tout créer et aurait à combattre une hostilité très ardente et très puissante de la part des autorités d’Aden, hostilité qui se manifeste déjà au grand jour ». Ce rapport détermine le gouvernement français à décliner l’offre des négociants marseillais,,.

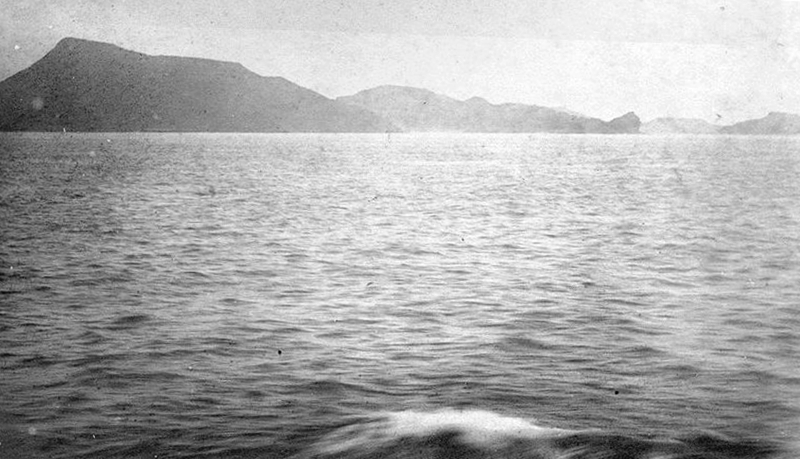
La côte de Cheikh Saïd en 1884

Entretemps, le contrat de vente du territoire est sur le point d'être annulé par le Cheikh Ali Tabatt, qui n'a toujours pas reçu d'acompte. De Créty, très dévoué à la cause des négociants marseillais, obtient un délai du cheikh, puis la conclusion le 31 décembre 1869 d'un nouveau contrat aux termes duquel celui-ci accepte de prolonger jusqu’au 1er décembre 1870 l’accord passé avec Poilay et Mas, et déjà prolongé une première fois du 24 mars 1869 au 1er décembre de la même année. Le cheikh doit recevoir 1 000 thalers au moment de la signature, puis 2 000 thalers tous les deux mois jusqu’au 1er décembre 1870, date à laquelle le solde impayé des 80 000 thalers du prix de vente doit être versé,. En réalité, la Société d'étude, sous-capitalisée, avait les plus grandes difficultés à respecter les échéances financières, raison pour laquelle Rabaud-Bazin étaient si pressés de vendre Cheikh Saïd à la France, vente dont, par ailleurs, ils escomptaient tirer un très substantiel profit.
Au début de 1870, désespérant de vendre le territoire au gouvernement, Rabaud-Bazin, faisant fi des objections des Affaires étrangères décident de poursuivre l’affaire pour leur compte et fonder un établissement commercial privé à Cheikh Saïd. Le 24 avril, une petite expédition placée sous le commandement du capitaine Souchon et formée du brick l’Union, d’une goélette et de deux cutters, appareille pour Cheikh Saïd. Quelques travailleurs venant d'Aden sont déjà sur les lieux depuis une douzaine de jours lorsque l’Union arrive en rade de Cheikh Saïd le 28 mai. Ali Tabatt, qui s’était déjà présenté au campement des Français quelques jours auparavant et qui s’était vu verser un troisième paiement de 2 000 thalers, se présente à nouveau le 1er juin et reçoit des mains du capitaine Souchon les lettres de créance, des cadeaux et un quatrième paiement. Toutefois, le lendemain, trois représentants du gouverneur de Mocha se présentent au campement et remettent une lettre sommant les Français d’évacuer la péninsule et menaçant Ali Tabatt d’un châtiment sévère. Cela n’empêche pas la construction d’un bâtiment en pierre et de baraquements sur la plage de Cheikh Saïd d’aller bon train quand l’annonce, le 15 juin, de l’arrivée imminente du pacha, accompagné d’une cinquantaine de soldats réguliers et d’auxiliaires yéménites provoque un sauve-qui-peut chez les caravaniers et ouvriers arabes qui avaient afflué au campement des Français. À leur arrivée, les Turcs installent leur camp à quelque distance de celui des Français. Souchon, Poilay et l’ingénieur Carrey vont rencontrer le pacha qui, à leurs questions, répond qu’il est venu sur les ordres du Sultan et qu’il leur est interdit d’entreprendre aucune construction et d’entretenir des relations avec l’intérieur.
À Constantinople, l’ambassadeur de France, au courant de l’intention du gouvernement turc d’expulser les Français de Cheikh Saïd, persuade son gouvernement d’y dépêcher un navire de guerre pour veiller à ce que ceux-ci ne soient pas molestés. Toutefois, lorsque l’aviso Bruat sous le commandement du lieutenant de vaisseau Alquier arrive en rade de Cheikh Saïd le 15 juillet, les Turcs y campent déjà depuis un mois. Le pacha se retranchant derrière les ordres formels du gouverneur du Yémen pour refuser de lever le siège du campement des Français, Alquier se rend à Hodeidah rencontrer le gouverneur, qui lui apprend qu’une semaine auparavant, le 7 juillet, l’ambassadeur de France à Constantinople et le ministre des Affaires étrangères ottoman s’étaient entendus pour maintenir le statu quo sur le terrain jusqu’à ce qu’une solution fût trouvée aux questions de droit qui constituaient le fond du débat,. En conséquence, les Turcs et les Français conviennent de calmer le jeu et chacun demeure dans ses quartiers. Dans son rapport au ministre de la Marine, Alquier allait exprimer son étonnement face à la pauvreté des moyens et à l'amateurisme des concessionnaires marseillais.
Sur ces entrefaites éclate la Guerre franco-allemande et le gouvernement français se désintéresse rapidement du sort de l’établissement marseillais. La présence des Turcs, qui interdisent aux Arabes de la région de traiter avec les Français, les éloignent de l’établissement et celui-ci cesse toute activité. Rabaud-Bazin devaient toutefois maintenir quelques employés sur place pendant encore plusieurs mois car, comme il allait être souligné dans un rapport des directeurs de la Société d’étude en 1871, il fallait au moins préserver l’avenir « en assurant l’occupation indispensable au maintien des droits de propriété, lesquels étaient avant tout dans ce pays des droits de fait. ». Toutefois, par souci d’économie, la compagnie marseillaise retire ses derniers employés en décembre 1871, en affirmant toutefois qu’elle maintenait pleinement ses droits. Ce départ marque la fin définitive de toute présence française à Cheikh Saïd.
Durant la Guerre franco-allemande, la Marine de guerre française, ne pouvant s’approvisionner en charbon à Aden, port neutre, y aurait maintenu un dépôt de charbon pendant quelques mois.
Rabaud-Bazin avaient cessé leurs paiements à Ali Tabatt en juillet 1870, n’ayant réglé qu’un huitième de la somme convenue. En conséquence, le cheikh, soucieux d’atténuer la colère des Turcs à son endroit, écrit au gouverneur du Yémen à Hodeïda pour lui dire que l’acte de vente aux Français est devenu caduc,. Cela n'allait pas empêcher le cheikh d’approcher les autorités britanniques d’Aden à deux reprises, en 1871 et en 1875, pour tenter sans succès de leur vendre Cheikh Saïd.

#### «La question de Cheik-Saïd»
Cheikh Saïd resurgit dans l’actualité en 1884. L’historien Paul Masson faisait remarquer une vingtaine d’années plus tard que « Cheik-Saïd, profondément ignoré du public quelques mois auparavant, passionnait ou du moins intéressait maintenant l’opinion ». Cet intérêt nouveau pour Cheikh Saïd a pour toile de fond l’ouverture de la Conférence de Berlin sur l’Afrique, qui focalise l’attention sur les questions coloniales, l'expédition du Tonkin durant la première moitié de 1884, et de la guerre franco-chinoise durant la seconde, qui met en lumière l’urgence pour la France de posséder des points d’appui le long de la route maritime vers l’Extrême-Orient, et la décision de puissances européennes d’occuper cette année-là divers points de la côte africaine de la mer Rouge et de la Corne de l’Afrique.

##### Anglophobie
Dans le cas particulier de Cheikh Saïd, un autre facteur – l’anglophobie – explique l’intérêt soudain pour cette péninsule. À la suite de la mainmise de la Grande-Bretagne sur l’Égypte en 1882, une vive recrudescence d’anglophobie s’empare de la presse et des milieux politiques français. Depuis Napoléon, les Français s’étaient habitués à considérer l’Égypte comme leur chasse gardée (intérêts culturels, Cie du Canal de Suez, banques et prêteurs français). Ils n’acceptent pas de voir l’Égypte leur échapper et la « nostalgie française de l’Égypte » va empoisonner les relations franco-britanniques pendant deux décennies,.

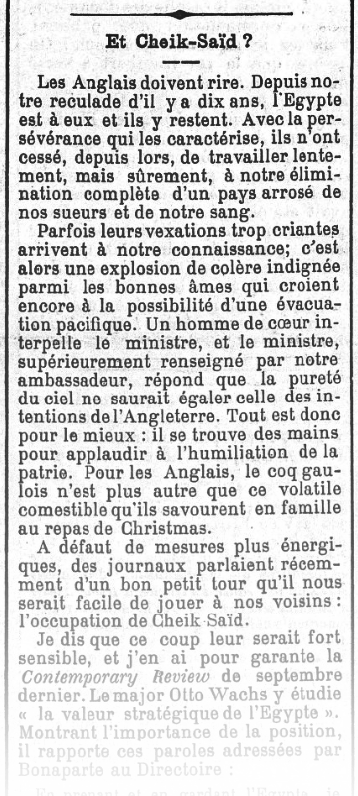
Article préconisant l'occupation de Cheikh Saïd comme moyen de forcer les Anglais à évacuer l'Égypte

Certains journalistes et promoteurs coloniaux hostiles à l’hégémonisme grandissant de l’Angleterre font alors valoir dans la presse qu’au sud de la mer Rouge, en face de l'île anglaise de Périm, la France « possède » ou du moins « a des droits » sur une péninsule qui, occupée et fortifiée, donnerait à la France le contrôle de l’entrée sud de la mer Rouge, donnant ainsi le change à l’Angleterre qui contrôle l’entrée nord. Dans un vibrant plaidoyer en faveur de l’occupation de Cheikh Saïd, l’ingénieur Jules Carrey, qui avait été chargé des travaux d’aménagement de Cheikh Saïd pour le compte de Rabaud-Bazin en 1870, martèle que « les altitudes du territoire français permettent d’établir des forts qui réduiraient au silence les canons de Périm ». En occupant et fortifiant ce Gibraltar de la mer Rouge, la France serait en mesure d’empêcher que cette mer devienne « un lac anglais sans issue ». Le journaliste Raoul Postel fait valoir qu’en possession de Cheikh Saïd, il serait facile à la France d’opposer aux canons anglais de Périm des canons français qui domineraient cette île : « Ses fortifications ne pourraient tenir pendant deux heures contre un feu plongeant! […] Dès que nous l’aurons réoccupé, les Anglais seront pris des deux côtés à la fois ». Denis de Rivoyre reprend les mêmes arguments et affirme que si le canon de Cheikh Saïd, « devenu un Gibraltar inexpugnable », répondrait, par-dessus Périm, à celui de Raz-Doumïrah [à l’extrémité nord du Territoire d'Obock, sur la rive africaine] « le détroit de Bab-el-Mandeb serait bien à nous. » Le renommé explorateur et promoteur colonial Paul Soleillet, à qui on a confié la rédaction de la notice sur Obock et Cheikh Saïd dans La France coloniale publié sous la direction d’Alfred Rambaud, affirme sans détour qu’avec Cheikh Saïd, c’est le prestige national qui est en jeu : « À Cheik-Saïd, le commerce ne saurait être que secondaire, il ne s’agit point ici d’une question économique, mais bien d'un intérêt politique, et d'un intérêt politique majeur. La France doit, ou abdiquer son rang de grande puissance, ou maintenir sa marine au premier rang. Une des clefs des mers est entre nos mains. L’abandonnerons-nous? En occupant Cheik-Saïd et en le reliant par des forts dont les feux peuvent se croiser aux îles Soba et au cap Sejarn (Djibouti), nous maintiendrons libre le canal de Suez ; car, si on voulait nous le fermer, nous emprisonnerions dans la mer Rouge les vaisseaux de nos adversaires et nous serions toujours les maîtres d'une des routes de l'Europe aux Indes. » Quelques années plus tard, le journaliste et écrivain à succès Paul Bonnetain, chargé à son tour de la rédaction de la notice sur Cheikh Saïd dans La France coloniale (édition 1893) donne le ton dès la première ligne: « L’Égypte abandonnée aux Anglo-Saxons, et notre œuvre, le canal de Suez, livrée aux mêmes rivaux… ». Les plus acharnés, notamment le publiciste G. Presseq-Rolland, proposent de transformer la lagune intérieure en un nouveau Bizerte et d’unir la mer Rouge au golfe d’Aden par un passage « tout français » en reliant cette lagune au golfe d’Aden par un canal de 1 800 mètres creusé dans les sables, évitant ainsi aux navires de devoir passer sous les fortifications de Périm,. Annie Rey-Goldzeiguer fait observer que « l’anglophobie profonde de l’opinion française sert de moteur à [l’]expansion française. Gibraltar, Malte, Singapour, Hong Kong, ces piliers de la puissance britannique, hantent l’esprit français ». « Tout succès français dans la concurrence avec l’expansion anglaise est ressentie en France comme une victoire qui légitime tous les sacrifices […] Face à Aden, Obock, à Périm, Cheik-Saïd ». Pour Fabrice Sérodes : « Chaque parcelle de territoire, chaque nouvelle frontière fait l’objet d’un nouveau contentieux. L’Afrique constitue le nœud territorial des disputes franco-britannique, mais le moindre petit [sic] rivage lointain […] devient également une question d’honneur national. ». L’intérêt pour Cheikh Saïd − ce Gibraltar qui « commande » l’entrée de la mer Rouge et « domine » Périm – s’avère être essentiellement stratégique et s’inscrit dans le cadre de l’intense rivalité coloniale franco-britannique et, à la limite, dans une logique de guerre possible, et pour certains souhaitable, contre l’Angleterre.

#### Tentative de vendre Cheikh Saïd à la France

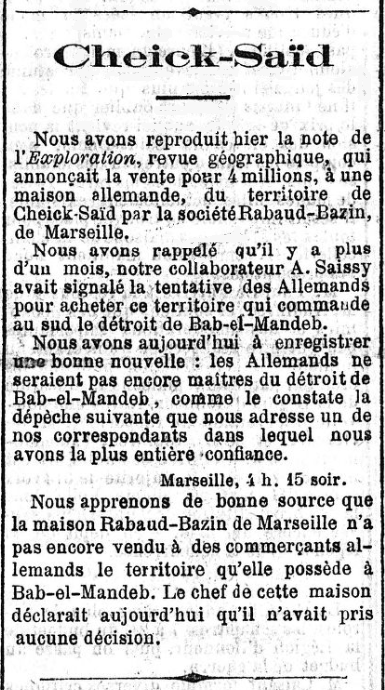
Entrefilet dans L'Écho de Paris concernant les rumeurs de vente de Cheikh Saïd

En décembre 1884, dans la foulée des articles de presse qui, tout au long de l’année, réclament sur un ton plus ou moins belliciste l’occupation et la fortification du « Gibraltar de la mer Rouge », des journaux annoncent que la maison Rabaud, propriétaire de Cheikh Saïd, est sur le point de vendre le territoire à une maison allemande pour quatre millions de francs, et d'autres rumeurs font état de négociations également avec la Russie, l’Autriche-Hongrie, l’Italie, etc. Interrogés, les frères Rabaud font savoir que la vente n’est pas encore conclue et que, « disposés à faire d’importants sacrifices en faveur de leur pays, ils attendent que le gouvernement français ait fait son offre », ajoutant toutefois qu’ils ne sauraient être accusés de manquer de patriotisme si après des années de tentatives vaines, ils se trouvaient contraints d’accepter bientôt les propositions qui leur sont faites,. Un petit nombre de journaux, particulièrement Le Temps − journal de référence en matière internationale et coloniale et souvent considéré comme le porte-parole officieux des gouvernements – s’opposent à l’acquisition de Cheikh Saïd au motif que la France doit concentrer ses efforts à Obock et éviter de disperser ses énergies. À l’argument de ceux qui prétendent que la France possède des droits sur Cheikh Saïd, et même que le territoire est français puisque la France y a fait acte de souveraineté en y établissant un dépôt de charbon durant la Guerre franco-allemande, le Temps fait observer que, sur le plan juridique, ce territoire est une concession privée et que son achat par les Allemands « serait un acte volontaire d’intérêt privé qui n’impliquerait de la part de l’Allemagne aucune usurpation de nos droits nationaux ». Malgré tout, le gouvernement s’émeut de ces rumeurs de marchandage et met sur pied une commission formée du contre-amiral de Boissoudy et de l’ingénieur-hydrographe Caspari chargée d'aller examiner sur place les avantages respectifs de Cheikh Saïd et d'Obock. Le rapport des deux commissaires remis en mars 1885 est encore plus accablant que celui présenté par Mouchez en 1871. Les atouts tant vantés de Cheikh Saïd constituent « une affreuse mystification » : le soi-disant charbon est « une espèce de marbre noir », le lac est « un infecte marais de 20 à 30 centimètres de profondeur »; « pas un brin d’herbes, pas une goutte d’eau potable, une température de 40 à l’ombre ». Cheikh Saïd n’offre que des désavantages et son acquisition serait « un acte d’hostilité tout à fait gratuit de notre part » à l’endroit de l’Angleterre, sans parler de la Turquie, «  puisque la localité est absolument détestable à tous égards ». Il y a absence complète d’une rade sûre : les navires mouillent en pleine côte et sont obligés de changer de mouillage suivant la mousson. En outre, les perspectives commerciales de Cheikh Saïd sont médiocres. En revanche, on vante les atouts du port d’Obock qui « sans être spacieux, est sûr et d’un accès facile », etc, Ce rapport accablant conforte le gouvernement dans sa détermination de concentrer tous les efforts à Obock. On n’entend plus parler des projets de vente à une maison de commerce allemande ou à d’autres pays, très probablement de fausses rumeurs répandues par les Rabaud. pour inciter le gouvernement français à acheter le territoire.
Déçus encore une fois dans leur espoir de vendre à profit le territoire dont ils n'ont payé qu'un huitième du prix convenu, les Rabaud songent, comme en 1870, à se lancer eux-mêmes dans un projet de développement de la péninsule. Toutefois, comme le gouvernement turc – alarmé par la campagne de presse en faveur de l’occupation et la visite de Boissoudy et Caspari – avait renforcé la garnison et entamé des ouvrages de défense, notamment un fort à Turba, les Rabaud demandent au gouvernement un appui diplomatique et, au besoin, militaire afin qu’ils puissent reprendre possession de leur concession illégalement occupée par les Turcs. Ils sont éconduits sans ménagement par le ministre des Affaires étrangères Freycinet en septembre 1885.

#### «Cheik-Saïd, colonie française»
« Cheikh Saïd n’a jamais été colonie française. Il s’agissait seulement de la vente d’un terrain par le propriétaire à une société française. Il y a cinquante ans, on aurait trouvé là une base suffisante pour faire de Cheikh Saïd une colonie. Ce n’est pas possible aujourd’hui. La France ne peut songer à exciper d’un droit privé ancien et non suivi pour dominer l’île anglaise de Périm et avoir le contrôle de Bab-el-Mandeb, c’est-à-dire en faire, pour la France, un “Gibraltar”. »
En ce qui concerne le gouvernement français, le rapport de Boisoudy et Caspari clôt la question de Cheik-Saïd, et au cours des décennies qui vont suivre, il n’hésitera pas à sortir ce rapport de ses tiroirs lorsque des « patriotes éclairés » l’interpellent pour forcer l’occupation de ce qu'ils considèrent être une possession française. En janvier 1913, à un député qui l’interpelle sur son apparent immobilisme dans le dossier de Cheikh Saïd, « territoire français », le ministre des Affaires étrangères répond en formulant ce qui est la position constante du gouvernement : « Les droits des Français sont des droits privés, droits contestables, qui ne pourraient donner ouverture à une revendication de souveraineté ». Au fil des années, la réponse du gouvernement allait demeurer inchangée : Cheikh Saïd n’est ni possession française ni revendiqué par la France,.
« Il faut réoccuper Cheik-Saïd, qu’on le sache et qu’on le dise ! — Qu’on le fasse ! »
« Par quelle négligence imbécile ou par quelle suite de trahison, une position d’importance capitale dans le monde fut-elle abandonnée ? Abandonnée au point que notre administration coloniale paraissait en ignorer l’existence ? Il faudrait le demander aux Freycinet, aux Ribot, à tous les gouvernants de la République qui étaient, au même degré que Clemenceau, les hommes-liges de l’Angleterre. »
« Qu’un peuple de quarante millions d’habitants soit certain de posséder un territoire que son ministère des Affaires étrangères ignore, ou veut ignorer, c’est là une situation qui paraîtrait un peu grosse dans un vaudeville ou une opérette. Pourtant, nous en sommes là ! »
Malgré cette désaffection de l’État, Cheikh Saïd continue pendant des décennies à avoir de chauds partisans qui clament haut et fort les droits « incontestables » et « imprescriptibles » de la France sur ce territoire et exigent sa « réoccupation ». Le refus de Paris d'en prendre possession est mal vécu par ces derniers, qui dénoncent la « coupable timidité », la « stupidité », l’« indifférence criminelle » des gouvernements. On met généralement ce refus d’agir sur le compte de la « veulerie des gouvernants »  face aux Anglais.
Confrontés à l’absence de tout acte officiel faisant de Cheikh Saïd une possession française, ces militants se rabattent sur ce que l’un d’eux appelle « des preuves de la matérialité de nos titres de possession ». L’argument évoqué le plus souvent est la création d’un éphémère dépôt de charbon par la Marine en 1870, qui « constituait une prise de possession effective » par la France qui, de ce fait, «  faisait acte de souveraineté ». Dans certains textes, l’acte de vente d’octobre 1868 – simple contrat de nature privée – se voit paré du titre de « traité de 1868 ». On soutient que le territoire est sûrement français puisque les cartes, « même allemandes », l’indiquent comme tel.
Les partisans les plus acharnés d’un Cheikh Saïd français n'ont guère le souci de la vérité historique et on va même jusqu’à inventer des titres de possession factices. Au tournant du siècle, on commence à lire que les Rabaud ont « cédé leurs droits » à la France en 1886. Les Rabaud ont beau protester qu’ils n’ont jamais cédé leurs droits, qu’ils sont toujours propriétaires de Cheikh Saïd, que tous leurs efforts pour intéresser les gouvernements successifs à l’acquisition de Cheikh Saïd ont été vains, beaucoup les ignorent car ce pour quoi ils se battent, c'est une colonie pour la France, et non pas une simple concession commerciale pour des Marseillais. Le journaliste et pamphlétaire Urbain Gohier ira jusqu’à écrire que « la Compagnie Rabaud céda dans les règles le territoire à l’État français, qui l’accepta. »,. En fait, les Rabaud tentent toujours, de loin en loin, de vendre leurs droits à la France. En septembre 1902, Édouard Rabaud, seul survivant des cinq cofondateurs de la Société d’étude du Bab-el-Mandeb, est reçu au ministère des Colonies ; le compte-rendu de l’entretien note que son but est « de vendre ses droits » et qu’il « ne songe aucunement à faire du commerce en Arabie, même si le gouvernement français lui garantit la sécurité »,. Plus tardivement, certains militants basent les titres de possession de la France sur « le traité de Constantinople du 7 juillet 1870 » qui « porte subrogation officielle de la France aux droits privés de la Société française de Bab-el-Mandeb, avec la reconnaissance de notre suzeraineté sur Cheik-Saïd par le gouvernement de la Porte. ». Ce traité, dont on ne trouve trace nulle part, est une invention, probablement inspirée par l’entente du 5-6 juillet 1870, qui établissait le statu quo sur le terrain pendant que les diplomates s’affairaient à résoudre la question juridique.

##### Rôle des manuels scolaires, atlas et dictionnaires
« Cheik-Saïd figure parmi nos possessions dans les atlas coloniaux d’Henri Mager et de Pelet, dans La France coloniale de Rambaud; nos atlas scolaires, Schrader, Vidal-Lablache, le mentionnent aussi. Les atlas étrangers ne tiennent plus compte de nos droits. »
« Cheik-Saïd est à l’ordre du jour. Un journaliste est venu faire un reportage sur ce petit territoire que les vieux Atlas Foncin de mon enfance marquaient en rose, couleur consacrée des possessions françaises. »
« Tous les quinze ou vingt ans, des Français, s'intéressant à la présence de la France dans le monde, ressortent de leurs dossiers la question de Cheik-Saïd, qualifié par les manuels de géographie de notre enfance de possession française et matérialisée sur les atlas de l'époque (Foncin, Schrader et Gallouédec, Vidal-Lablache, etc.) par l'impression en semi-capitales, soulignée de rose et accompagnée de « Fr. » entre parenthèses. »
Bien davantage que l’agitation des inconditionnels de Cheikh Saïd et leurs articles de presse, c’est le rôle joué par les manuels scolaires, les atlas et les dictionnaires qui a, sinon créé, du moins perpétué pendant longtemps le mythe de Cheikh Saïd « colonie française ». La présentation de Cheikh Saïd comme possession française sur les cartes et dans les manuels et dictionnaires n’était pas le fruit d’une quelconque ambiguïté concernant le statut de ce territoire ou le reflet d’une revendication territoriale de la France : quiconque se donnait la peine d’interroger le gouvernement français sur le statut de Cheikh Saïd pouvait s’attendre à une réponse claire : ce territoire n’était ni français ni revendiqué par la France.
Dans la foulée de la défaite de 1870, et sous l'impulsion de Pierre Foncin − inspecteur général de l'enseignement secondaire pendant près de trente ans, géographe militant et grand champion de l'expansion coloniale − les manuels de géographie et les atlas scolaires deviennent des instruments de promotion du « redressement national », de la grandeur de la Patrie, notamment en célébrant et en appuyant l’expansion coloniale, qui permettra à la France de reprendre la place qui lui revient dans le monde. Les créateurs d’atlas grand public, en particulier des atlas coloniaux, souvent personnellement engagés dans la lutte pour l’expansion coloniale, adoptent eux-aussi ce contenu idéologique, souvent fortement teinté de chauvinisme, d’anglophobie et de xénophobie, et qui ne laisse pas de place à une approche objective des questions coloniales,. Dans le cas de Cheikh Saïd, on adopte la position la plus extrême des « patriotes éclairés ». Pour les manuels de géographie et les atlas, la cause est entendue : Cheikh Saïd est français. En octobre 1935, dans un article substantiel qui retrace l’historique et fait le point sur la question de Cheikh Saïd, Le Temps souligne la perte d’intérêt des Français pour cette question et fait remarquer que « si nos atlas marquent encore ce nom d’un trait rouge qui souligne nos possessions, il semble que ce soit plus par survivance sentimentale que par connaissance raisonnée. »,. L’Atlas Hachette dans son édition de 1957 présentait toujours Cheikh Saïd comme possession française.

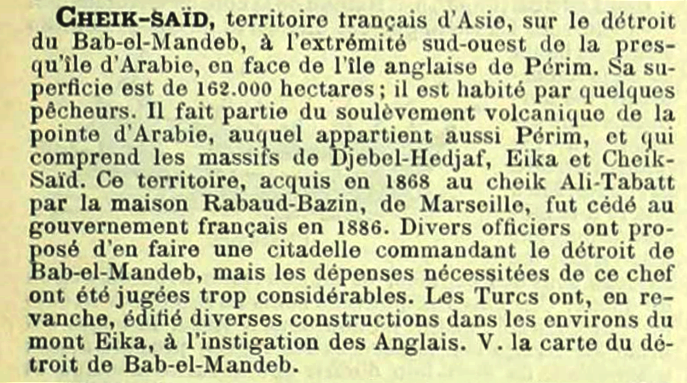
L'entrée Cheik-Saïd dans le Nouveau Larousse illustré

Par son ubiquité, la famille des dictionnaires Larousse va contribuer à  renforcer cette désinformation. Le Nouveau Larousse illustré en six volumes (1898-1904) présente Cheikh Saïd comme territoire français d’Asie cédé au gouvernement français par la maison Rabaud et Bazin en 1886. Plus tard, certaines éditions incorporent le traité de Constantinople de 1870 − inexistant − à leur information, ce qui, ajouté à la cession de 1886 − également inexistante − donne un texte qui frise l'affabulation. Lorsque Charles Maurras décide de raviver la campagne en faveur de l’occupation de Cheikh Saïd dans une série de billets écrits en décembre 1938, il a beau jeu de citer deux ouvrages Larousse à l’appui de la thèse voulant que Cheikh Saïd était français. Le Petit Larousse, édition 1970, présente Cheikh Saïd comme ayant été « colonie française de 1868 à 1936 » alors que dans une autre édition, on y parle de « Cheik-Saïd, territoire français du sud-ouest de l’Arabie, en face de Périm, occupé par les Yéménites en 1936 ». Dans des éditions plus tardives, c’est en 1939 que Cheikh Saïd cesse d’être français, comme d’ailleurs dans les dictionnaires Hachette. En revanche, le Dictionnaire encyclopédique Quillet donne une information qui colle davantage à la réalité historique.
Prenant le contrepied des atlas et du Larousse, la monumentale Histoire des colonies françaises et de l’expansion de la France dans le monde, publiée sous la direction de Gabriel Hanotaux et d’Alfred Martineau entre 1929 et 1932, ignore totalement Cheikh Saïd.

#### Partage anglo-turc du Yémen et de la péninsule de Cheikh Saïd (1902-1904)
La Turquie, expulsée du Yémen au début du XVIIe siècle mais qui s’estime toujours la puissance souveraine, non seulement du Yémen mais de la péninsule arabique entière, entreprend à partir des années 1840 une lente et difficile reconquête. L’installation des Turcs à Sanaa puis à Ta'izz, accompagnée de la création du vilayet du Yémen en 1872, fait sortir les Britanniques de leur complaisance et les incite à amorcer le système des protectorats sur les tribus au nord et à l’ouest d’Aden, y compris la tribu des Subeihi (en) dont le vaste territoire s’étend jusqu’à Cheikh Saïd. Les Turcs, qui considèrent ces traités de protectorat comme une intolérable subornation des sujets du Sultan, ne cessent d’exercer une pression vers le sud, s’efforçant par le paiement de subsides ou par la contrainte d’obtenir l’allégeance des tribus, ce qui provoque des incidents.

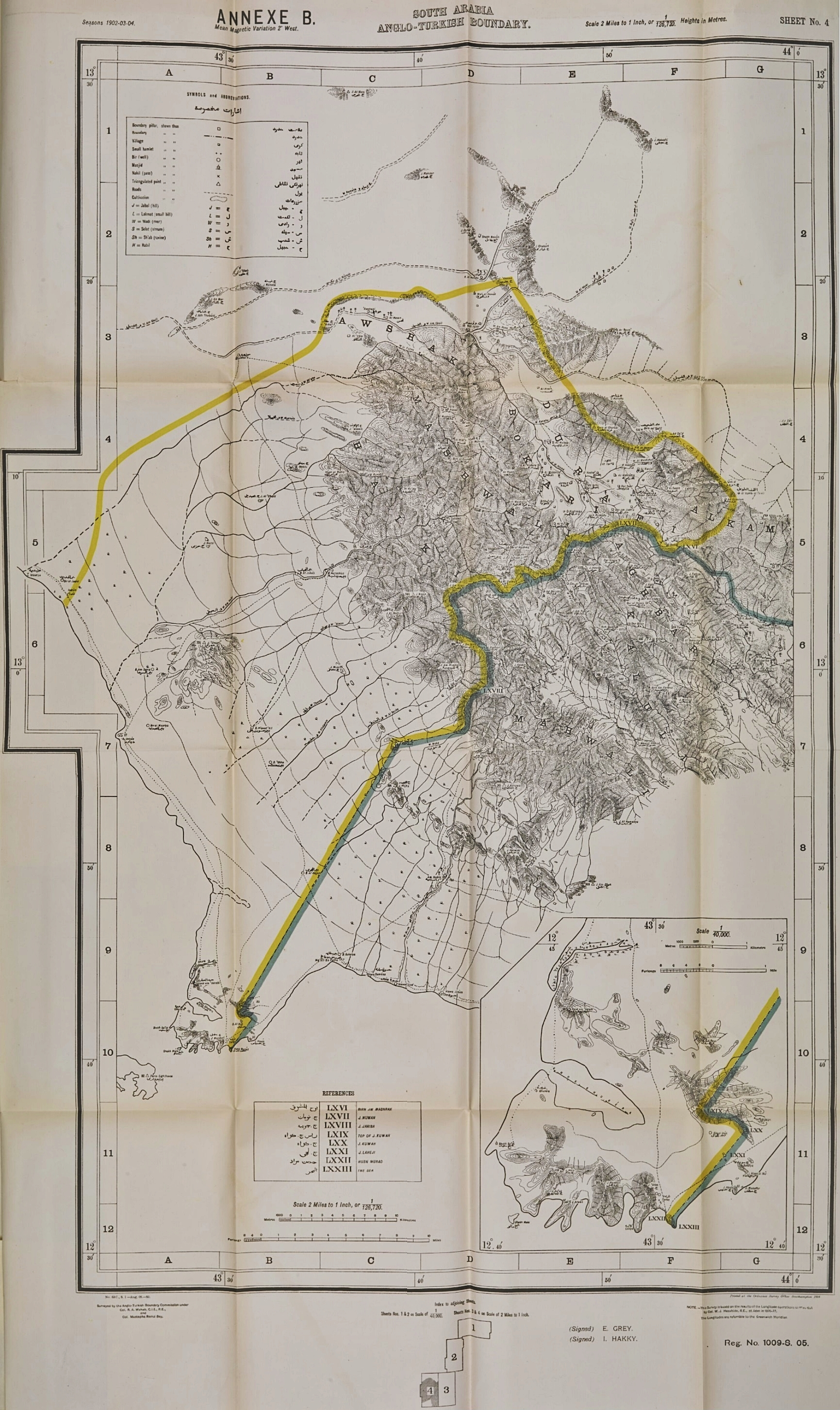
Tracé de la frontière anglo-turque

Une dispute de bornage entre deux tribus, l’une stipendiée par les Turcs, l’autre par les Britanniques, dégénère en un accrochage entre troupes britanniques et turques à Al Darayja en juillet 1901 qui se solde par plusieurs victimes, surtout dans le camp turc. À la suite de cet incident, la Turquie propose, et la Grande-Bretagne accepte, la création d’une commission chargée de démarquer, de l’hinterland jusqu’au détroit de Bab-el-Mandeb − une distance d’environ 325 km à vol d’oiseau − les zones d’influence respectives des deux puissances. La Boundary Commission, qui amorce ses travaux à Dhali en février 1902, progresse lentement et péniblement vers l’ouest pour aboutir finalement à la mer à Cheikh Saïd en mai 1904.
Les Britanniques − qui en 1870 avaient incité le gouvernement turc à affirmer sa souveraineté sur la péninsule de Cheikh Saïd et la contrée environnante afin de se débarrasser des Marseillais Rabaud-Bazin qui venaient d’acheter le territoire − soutiennent maintenant que la péninsule ainsi qu’un vaste territoire contigu s’étendant vers l’ouest appartient à la tribu protégée des Subeihi. Devant le refus net des Turcs d’accepter cette position, ils abandonnent leur revendication sur la majeure partie du territoire concerné, à condition toutefois que le gouvernement turc s’engage à ne jamais aliéner à une tierce puissance la zone d’environ 550 miles2 (1 400 km2) qui correspond au territoire Subeihi qui lui est ainsi cédé, et qui, ce qui n'est pas une coïncidence, englobe le territoire de Cheikh Saïd, acheté jadis par les Marseillais, et que des patriotes français réclament toujours avec force. Les Turcs acceptent et la zone en question est délimitée par un trait jaune sur la carte officielle de démarcation (voir carte),. Les Britanniques veulent ainsi avoir l’assurance que ni la France, ni les puissances coloniales émergentes d’Italie et d’Allemagne, ne pourront s’installer dans le voisinage d’Aden ou contrôler l'accès à la mer Rouge.
La ligne de démarcation tracée en 1902-1904 demeure la frontière internationale jusqu’à ce que le Sud-Yémen et le Nord-Yémen se fédèrent en 1990.

#### Cheikh Saïd dans la Grande Guerre

##### Opération amphibie à Cheikh Saïd en novembre 1914
La déclaration de guerre de la Turquie aux pays de la Triple-Entente le 31 octobre 1914 a des répercussions quasi immédiates en mer Rouge, en particulier pour Cheikh Saïd. Dans les jours précédant la déclaration de guerre, un convoi devant acheminer d’importants renforts de troupes de l’Inde vers l’Europe, et l’Égypte afin de protéger le canal de Suez d’une attaque appréhendée, est déjà en voie d’organisation. Les autorités militaires en Inde et à Aden sont préoccupées par la menace que représente pour Périm et la sécurité maritime, les batteries turques de Cheikh Saïd. Toutefois, en raison de l’extrême urgence de la situation en France et en Égypte, l’acheminement des renforts vers ces pays prime tout et une opération distincte contre Cheikh Saïd ne peut être envisagée. La décision est alors prise de profiter du passage du convoi par le détroit de Bab-el-Mandeb pour en détacher le croiseur HMS Duke of Edinburg, le cuirassé HMS Swiftshure et trois transports de troupe qui, alors que le convoi ferait une brève escale à Aden, continueront à pleine vapeur vers le Bab-el-Mandeb pour mener une opération de destruction du fort de Turba et des batteries que l’on savait dissimulées dans les montagnes surplombant la mer, le tout devant se dérouler en moins de 36 heures afin de ne pas retarder la progression du convoi.

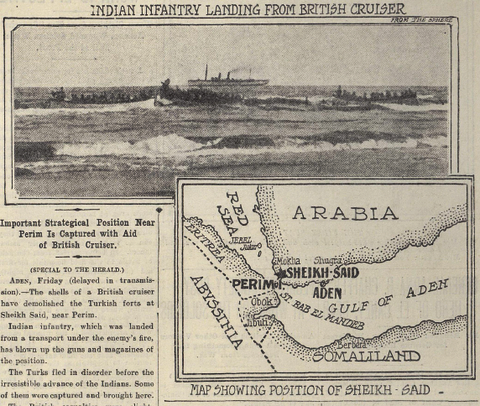
Article de journal relatant l'opération amphibie contre Cheikh Saïd en novembre 1914

Aux premières heures du 10 novembre, sous la couverture du feu du Duke of Edinburg qui pilonne le fort, les troupes indo-britanniques débarquent sur le versant ouest de Cheikh Saïd, éloigné de quelque six kilomètres du fort de Turba. Ce débarquement, qui constitue la première opération amphibie de la Grande Guerre, fait ressortir l’impréparation des unités de la marine indo-britannique à effectuer une telle opération sous le feu ennemi : les passerelles de même que les canots de sauvetage des transports de troupe ne sont pas adaptés aux soldats avec armes et équipement, plusieurs cipayes qui n’ont jamais vu la mer avant l’embarquement en Inde, prennent un certain temps à s’adapter; un certain nombre de canots prennent l’eau, etc. Le débarquement, qui prend plus de temps que prévu, est malgré tout un succès. Les canons lourds Krupp du fort turc ont été réduits au silence par le bombardement naval et le feu des batteries mobiles turques dissimulées dans la montagne près du lieu de débarquement manque de précision. Le fort, déserté par sa garnison, est investi et des équipes de démolition procèdent à la destruction des pièces d’artillerie. En tout, 3 000 hommes ont pris part à l’opération au sol. Les pertes britanniques se chiffrent à quatre morts et seize blessés. Le 11 novembre à 18h00, les derniers soldats remontent à bord des transports, qui rejoignent le reste du convoi en route pour l’Égypte.
Informé après coup de l’opération, le Premier Lord de l’Amirauté Winston Churchill s’indigne de cet « exploit non autorisé ». En effet, les responsables militaires en Inde, appréhendant les objections des chefs politiques à Londres, s’étaient abstenus de les informer de l’opération projetée. Le gouvernement de Londres avait cru qu’en s’abstenant de toute offensive contre les forces turques dans l’Arabie du Sud, on en arriverait à une sorte de pacte de non-agression tacite dans cette partie éloignée de l’Empire ottoman. L’attaque éclair contre Cheikh Saïd ruine cet espoir, et les Turcs vont bientôt lancer une offensive majeure en direction d’Aden. S’étant réintroduits peu à peu dans la péninsule de Cheikh Saïd, ils bombardent Périm le 13 juin 1915, endommageant le phare, et tentent un débarquement nocturne, qui échoue. Quelques unités de la marine britannique et des hydravions bombardent les positions turques dans les montagnes de Cheikh Saïd en juin 1916, puis les hostilités cessent dans ce secteur jusqu’à la fin de la guerre.

##### Arrangements franco-britanniques sur le sort de Cheikh Saïd
Durant la guerre, l’état-major britannique critique le fait qu’on ne procède pas à l’occupation permanente de Cheikh Saïd et il exerce de fortes pressions pour que la péninsule soit annexée à Aden à l’issue de la guerre afin de prémunir Périm de toutes attaques futures venant de la rive opposée. Dans cette optique, il est prévu aux Accords Sykes-Picot de mai 1916 que, nonobstant l’engagement des gouvernements anglais et français de ne pas acquérir de possessions territoriales dans la péninsule arabique, il sera permis à la Grande-Bretagne de procéder à des rectifications de la frontière d’Aden si elle le souhaite,.
Le gouvernement britannique qui, pour s’attirer l’appui du peuple arabe et de l’imam Yahya contre les Turcs, avait pris l’engagement solennel au début de la guerre de ne pas étendre les possessions britanniques dans la péninsule arabique, décide finalement de n’apporter aucun changement aux frontières d’Aden. Par contre, dubitatif à l’égard des intentions de la France dans la perspective d’une renonciation de la souveraineté ottomane dans la péninsule arabique, le gouvernement britannique sollicite et obtient du gouvernement français en juillet 1919 une déclaration d’auto-renonciation à tous droits sur Cheikh Saïd auxquels la France pourrait prétendre,.

## Anecdote
En janvier 1914, l'aventurier français Henry de Monfreid est chargé par le gouverneur de Djibouti de se rendre à Cheikh Saïd, afin d'y photographier un fortin qui serait occupé par une garnison turque : il y parvient, mais ses clichés ne montrent aucun soldat turc. Le 4 mai 1915, Monfreid écrit au ministre français des affaires étrangères : « La région de Cheikh Saïd semble logiquement être destinée à se rattacher à notre domaine colonial... à la fin du conflit avec la Turquie. »